# NK Martin
NK Martin je nogometni klub iz Martina nedaleko Našica u Osječko-baranjskoj županiji. Trenutačno se natječe u 2. ŽNL Osječko-baranjske županije.
NK Martin je član Nogometnog središta Našice te Nogometnog saveza Osječko-baranjske županije. U klubu treniraju tri kategorije:početnici, pioniri i seniori. U sezoni 2009./10. osvaja prvo mjesto u 3. ŽNL Osječko-baranjske NS Našice te prelazi u 2. ŽNL Osječko-baranjske, gdje se natječe do sezone 2015./16. kada klub ispada u 3. ŽNL Osječko-baranjske NS Našice. Klub od osnutka utakmice igra na igralištima u susjednim naseljima. Od jeseni 2016. nakon završetka radova na igralištu klub nastupa na vlastitom igralištu u Martinu. U sezoni 2022./2023. NK Martin osvaja prvo mjesto u 3. ŽNL Osječko-baranjske NS Našice, te počinje nastupati u 2. ŽNL Osječko-baranjske županije. 

## Uspjesi kluba
- 2009./10. – prvak 3. ŽNL Osječko-baranjska NS Našice
- 2022./23. – prvak 3. ŽNL Osječko-baranjska NS Našice